# Saint-Germain-de-la-Rivière
Saint-Germain-de-la-Rivière ist eine französische Gemeinde im Département Gironde in der Region Nouvelle-Aquitaine. Die Gemeinde liegt im näheren Einzugsgebiet der Stadt Libourne. Sie hat 398 Einwohner (Stand 1. Januar 2022), eine Zahl, die sich innerhalb der letzten 40 Jahre kaum veränderte.
Die Gemeinde gehört zum Kanton Le Libournais-Fronsadais im Arrondissement Libourne. Mit den Gemeinden  Saint-Aignan, La Rivière und Saint-Michel-de-Fronsac wurde eine interkommunale Vereinigung zur Trägerschaft der Grundschulen eingerichtet.

## Bevölkerungsentwicklung
| Jahr                       | 1962 | 1968 | 1975 | 1982 | 1990 | 1999 | 2006 | 2017 |
| Einwohner                  | 382  | 374  | 340  | 303  | 314  | 339  | 316  | 386  |
| Quellen: Cassini und INSEE |      |      |      |      |      |      |      |      |

## Sehenswürdigkeiten

Kirche Saint-Germain

- Kirche Saint-Germain

## Weinbau
Saint-Germain-de-la-Rivière ist ein Weinbauort innerhalb des  Weinbaugebiets Fronsac.

## Persönlichkeiten
- Francis Campaner (* 1946), Radrennfahrer und Sportlicher Leiter